# Zunfthaus zur Saffran
Zunfthaus zur Saffran - historyczna budowla w Zurychu, siedziba dawnej zuryskiej gildii handlarzy przyprawami (w tym szafranem), obecnie także centrum kongresowe.